# 道路法 (日本)
《道路法》（日语：Dōro Hō，1952年昭和27年6月10日法律第180號）是日本有關道路的法律。
負責的政府機構為國土交通省，本法規範了日本道路的定義、整備手續、管理費用負擔、罰則等各項道路相關事項。現行的《道路法》公佈於1952年6月10日的法律第180號，法律對象為高速自動車國道、一般國道、都道府縣道及市町村道共4種類（本法第3條）。
舊《道路法》（舊法，1919年大正8年法律第58號）定義道路為國有公物。現行法則只有國道（高速自動車國道及一般國道）是國有公物，而都道府縣道市町村道分別為都道府縣市町村的公物。
相關法令有道路交通法、高速汽車國道法、道路構造令、車輛限制令。1958年以前還有街路構造令存在。

## 構成
- 第1章　總則
- 第2章　一般國道之意義並及其路線指定與認定
  - 第5條（一般國道之意義及其路線指定）
- 第3章　道路之管理
  - 第1節　道路管理者
  - 第2節　道路之構造
  - 第3節　道路之占用
  - 第4節　道路之保全等
  - 第4節之2　道路之立體區域
  - 第5節　快速公路（日语：自動車専用道路）
  - 第6節　自行車道等（日语：自轉車専用道路）
- 第4章　道路相關費用、收入及其效用負擔
- 第5章　監督
- 第6章　道路審議會
- 第7章　雜則
- 第8章　罰則

## 外部連結
- 道路法條文 （页面存档备份，存于）